# 林锡光
林锡光（1882年—？）字芷馨，晚号碧山居士，福州长乐人。清朝及中华民国政治人物。

## 生平
1903年，林锡光中癸卯科举人。不久赴日本留学，入东京高等师范学校学习教育。1906年回到中国，此后历任清朝学部主事，广东琼州师范学堂监督等职务，加入全国教育会，并任宪政筹备处委员。
中华民国成立后，林锡光任北京政府教育部普通教育司第三科科长、教科书编纂纲要审查委员等职务。1921年调任甘肃省教育厅厅长。1922年起先后护理、署理甘肃省省长，任至1924年。此后他到大连居住。

## 著作
- 读易释例
- 碧山居士诗文集[1]